# Sály
Sály ist eine ungarische Gemeinde im Kreis Mezőkövesd im Komitat Borsod-Abaúj-Zemplén.

## Geografische Lage
Sály liegt in Nordungarn am südöstlichen Ausläufer des Bükk, ungefähr 20 Kilometer südwestlich des Komitatssitzes Miskolc und 17 Kilometer nordöstlich der Kreisstadt Mezőkövesd, an dem Fluss Sályi-patak. Nachbargemeinden sind Borsodgeszt, Kács, Tibolddaróc und Bükkábrány.

## Geschichte
Im Jahr 1913 gab es in der damaligen Großgemeinde 439 Häuser und 1935 Einwohner auf einer Fläche von 4441 Katastraljochen. Sie gehörte zu dieser Zeit zum Bezirk Mezőkövesd im Komitat Borsod.

## Sehenswürdigkeiten
- Naturlehrpfad Sály Vízfő (Sály Vízfő-tanösvény)
- Reformierte Kirche, erbaut 1825–1850
- Römisch-katholische Kirche Szűz Mária Keresztények Segítsége, erbaut um 1790 im spätbarocken Stil
  - Vor dem Eingang der Kirche befinden sich eine Statue von I. Szent István király und eine Statue von Árpád-házi Szent Erzsébet.
- Schloss Eötvös-Gorove (Eötvös-Gorove-kastély)

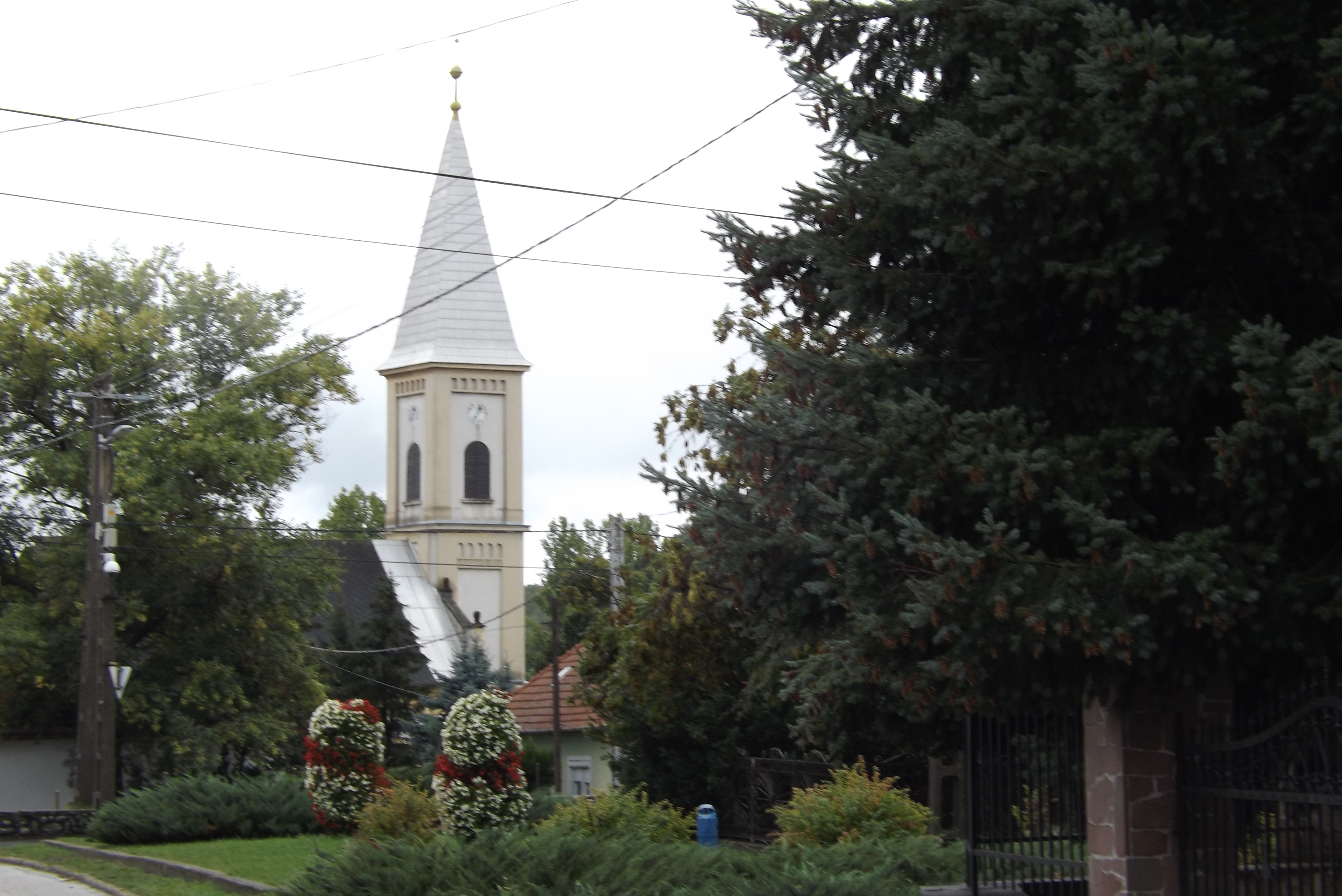
Reformierte Kirche
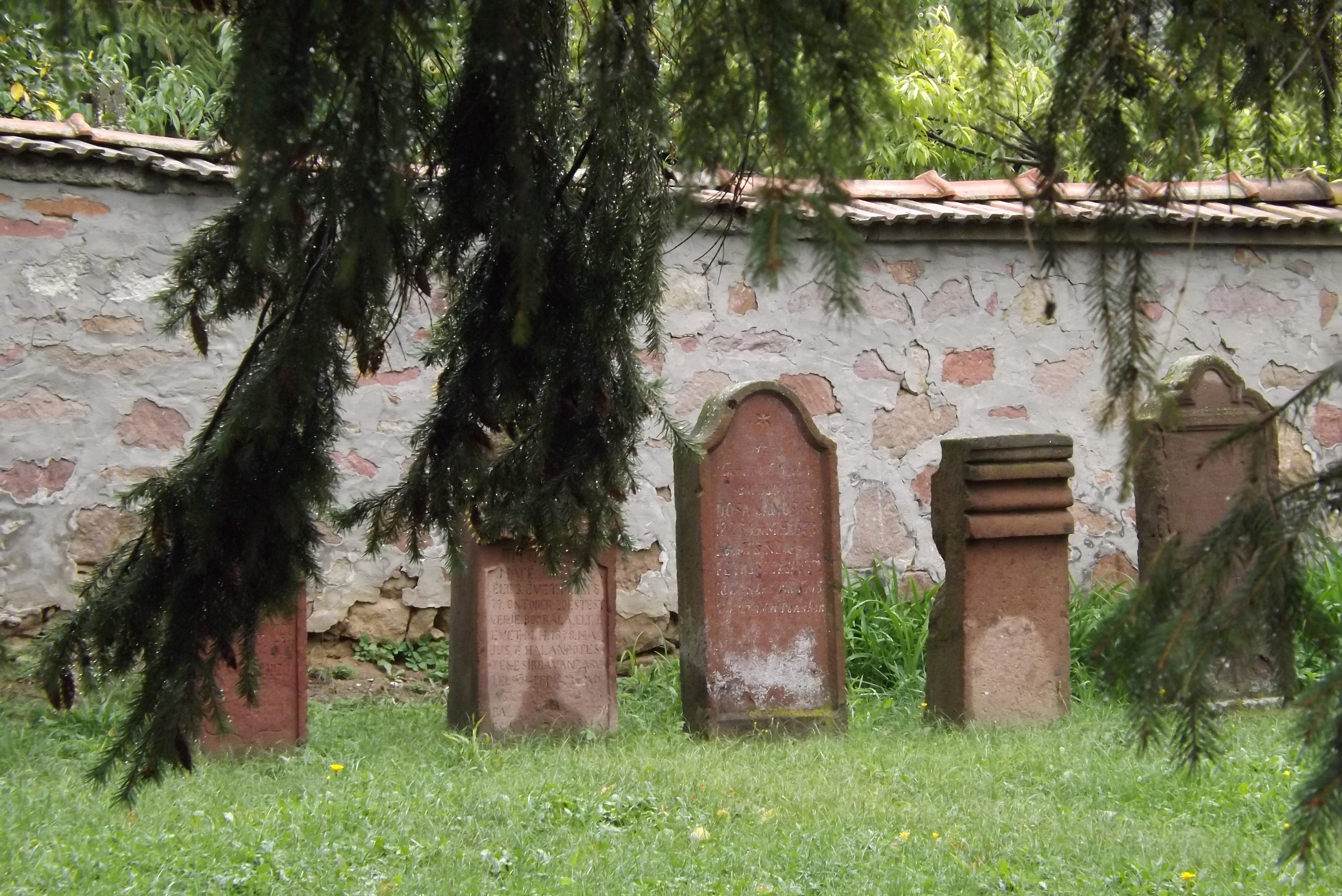
Grabsteine im Garten der reformierten Kirche
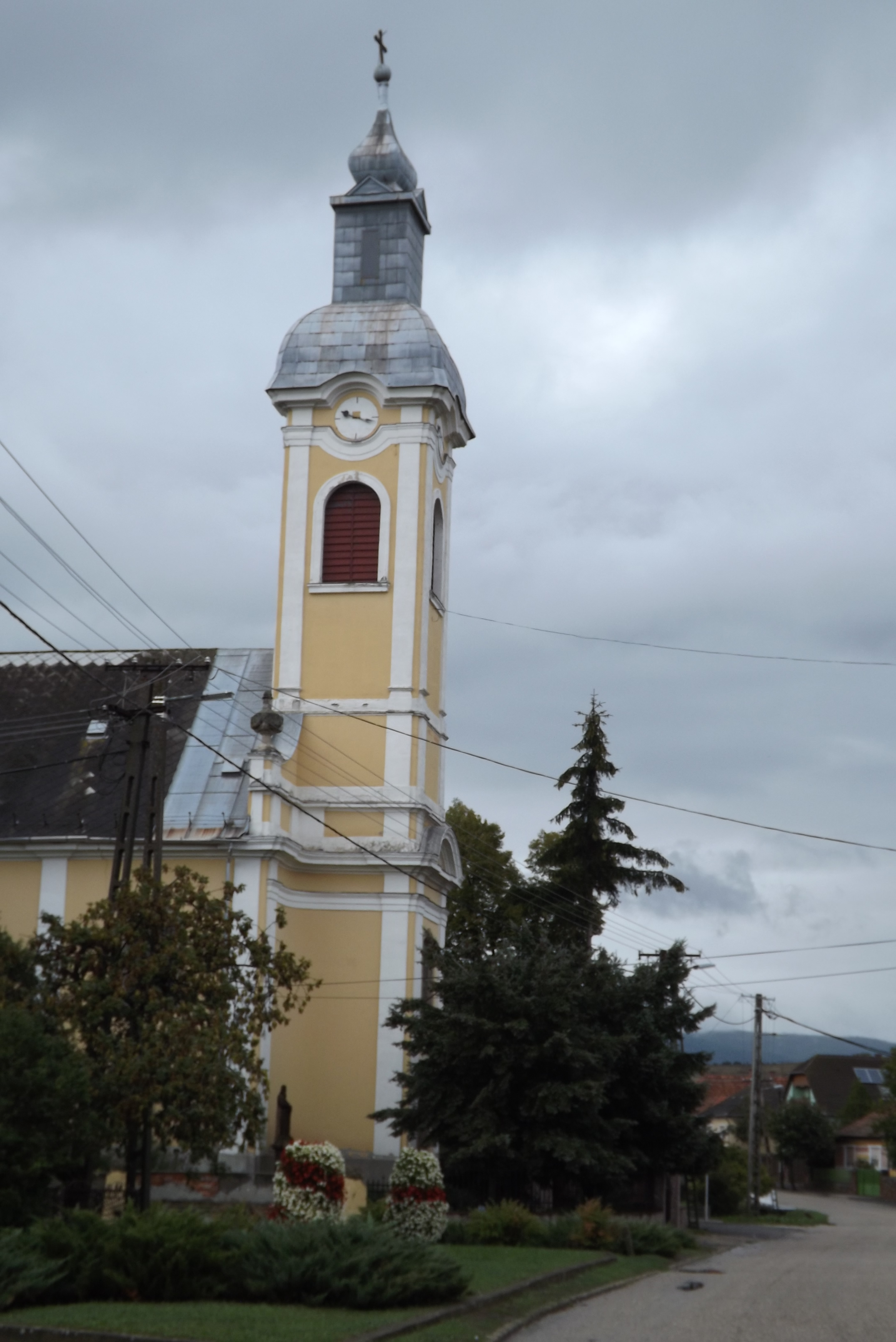
Röm.-kath. Kirche Szűz Mária Keresztények Segítsége
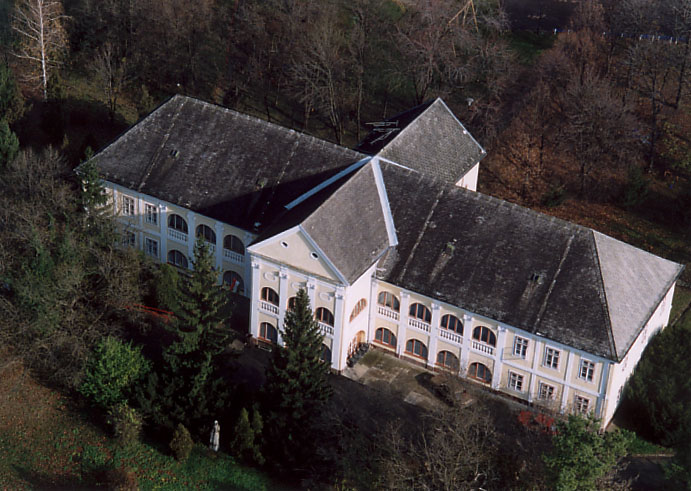
Blick auf das Schloss Eötvös-Gorove
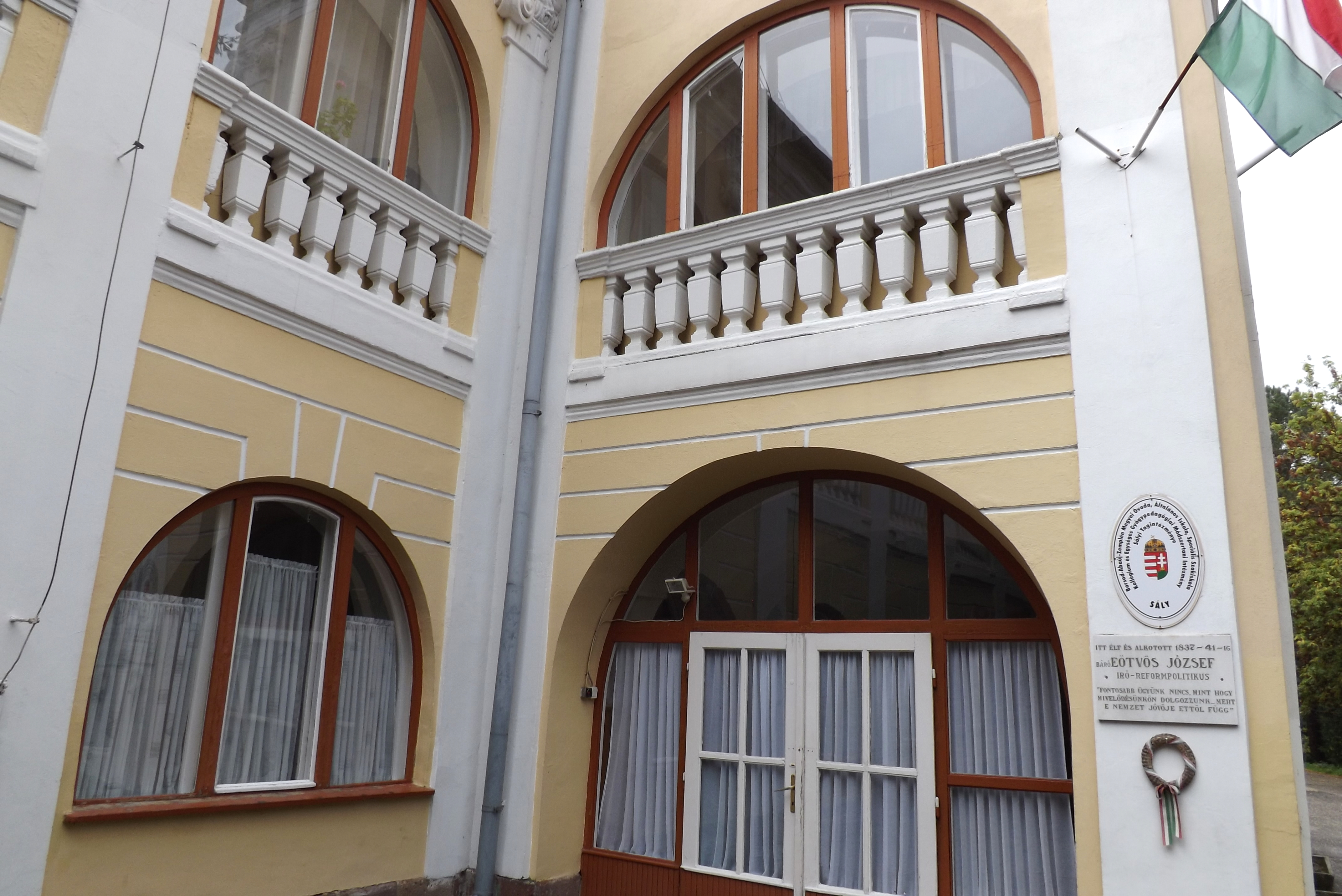
Gedenktafel für József Eötvös am Schloss
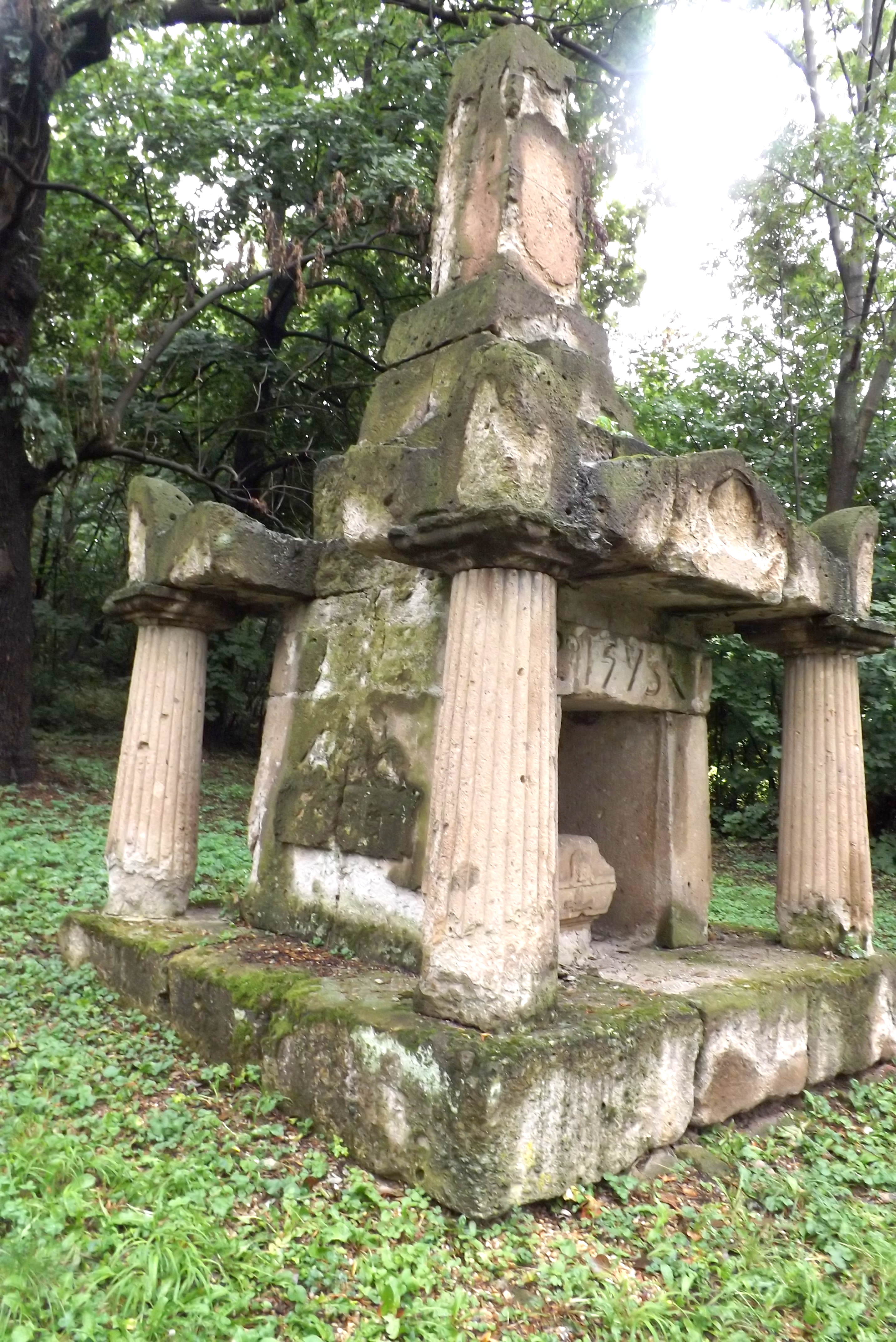
Denkmal im Garten des Schlosses

## Verkehr
Durch Sály verläuft die Nebenstraße Nr. 25115. Es bestehen Busverbindungen nach Bükkábrány. Der nächstgelegene Bahnhof Mezőkeresztes-Mezőnyárád befindet sich gut zehn Kilometer südlich der Gemeinde.